# رولز-رویس اون
رولز-رویس اون (به انگلیسی: Rolls-Royce Avon) اولین موتور جت جریان محوری است، که توسط رولز-رویس لیمیتد در کشور بریتانیا طراحی و تولید شده است. این موتور که در سال ۱۹۵۰ معرفی شد، تبدیل به یکی از موفق‌ترین طراحی‌های موتور بعد از جنگ جهانی دوم شد. این موتور در طیف گسترده‌ای از هواپیماها، اعم از نظامی و غیرنظامی، و همچنین نسخه‌های ایستگاهی (ثابت) و دریایی مورد استفاده قرار گرفت.
یک بمب افکن کانبرای انگلیسی با پیشرانه دو موتورآون، اولین پرواز بدون توقف و سوخت‌گیری یک هواپیمای جت را بر فراز اقیانوس اطلس انجام داد و یک هواپیمای کامت از ناوگان شرکت BOAC با پیشرانه چهار موتور آون اولین گذر از اقیانوس اطلس را توسط یک هواپیمای جت مسافربری انجام داد.
پس از ۲۴ سال تولید نسخه موتور هوائی آوون، در سال ۱۹۷۴ به پایان رسید. در حالی که تولید نسخه صنعتی مشتق شده از آن تا به امروز ادامه دارد، از سال ۲۰۱۵ توسط زیمنس تولید شده است.

## سوابق عملیاتی

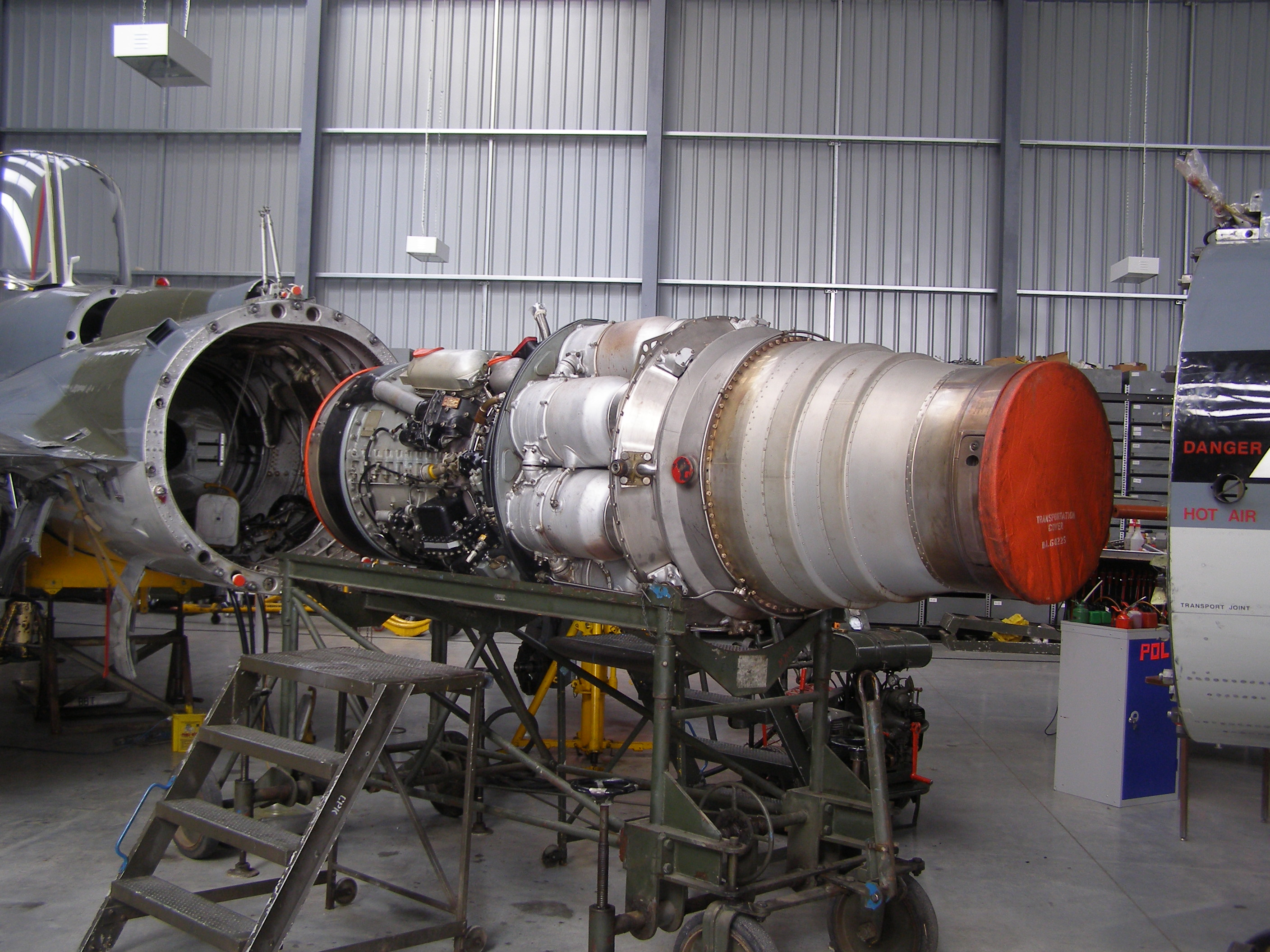
A Mark 122 – The rear fuselage of the Hawker Hunter can be removed for engine maintenance

این موتور در سال ۱۹۵۰ با نام RA.3/Mk.101 با نیروی رانش ۶٬۵۰۰ پوند-نیرو (۲۹ کیلونیوتن) به عتوان پیشرانه در بمب افکن  کانبرا B.2 وارد خط تولید شد.
نسخه‌های مشابه نیز در هاوکر هانتر،  کانبرا B.6 و سوپرمارین سوئیفت استفاده شد.
نسخه‌های به‌روزرسانی‌شده، RA.7/Mk.114 با نیروی رانش ۷٬۳۵۰ پوند-نیرو (۳۲٬۷۰۰ نیوتن‌تر) در هویلند کامت C.2، مدل RA.14/Mk.201 با نیروی رانش ۹٬۵۰۰ پوند-نیرو (۴۲ کیلونیوتن) در ویکرز ولینت وRA.26 با نیروی رانش ۱۰٬۰۰۰ پوند-نیرو (۴۴ کیلونیوتن) مورد استفاده در هویلند کامت C.3 و هاوکر هانتر قرار گرفتند
RA.3/Mk.109 در شرکت سوئدی Svenska Flygmotor و به صورت تحت امتیاز بانام RM5 تولید شد، به همراه نسخه ارتقا یافته RA.29 با نام RM6 با قدرت رانش ۱۷٬۱۱۰پوند-نیرو(۷۶٬۱۰۰ نیوتن).
RM5 به عنوان پیشرانه ساب ۳۲ لانسن و RM6 در ساب ۳۵ دراکن و گونه جنگنده شبانه لانزن جی ۳۲ بی، مورد استفاده قرار گرفتند.
۳۰۰ دستگاه Avon 113 و تعداد بیشتریAvon 230 به صورت تحت امتیاز در شرکت بلژیکی اف‌ان ارستال تولید شدند.

## مشخصات (Avon 301R)
Data from "Lightning F.6 Avon 301R Specs". lightning.org.uk. Archived from the original on 10 April 2008.

#### خصوصیات کلی
- نوع: توربوجت
- طول: ۱۲۶ اینچ (۳٬۲۰۰ میلیمتر)
- قطر: ۳۵٫۷ اینچ (۹۱۰ میلیمتر)
- وزن خشک: ۲٬۸۹۰ پوند (۱٬۳۱۰ کیلوگرم)

#### اجزا
- کمپرسور: ۱۵ طبفه محوری
- Combustors: cannular, 150 lb/s (68 kg/s)
- توربین: دو طبقه محوری
- نوع سوخت: کِروزِن

#### عملکرد
- Maximum رانش: ۱۲٬۶۹۰ پوند-نیرو (۵۶٫۴ کیلونیوتن) dry, ۱۶٬۳۶۰ پوند-نیرو (۷۲٫۸ کیلونیوتن) with reheat
- نسبت فشار کلی: ۷٫۴۵:۱
- مصرف سوخت یژه برخاست: ۰٫۹۳۲ lb/(lbf·h) یا ۲۶٫۴ g/(kN·s) (dry); ۱٫۸۵۳ lb/(lbf·h) یا ۵۲٫۵ g/(kN·s) (wet)[۷]
- نسبت نیرو به وزن: ۵٫۶۶